# Guy Black, Nam tước Black xứ Brentwood
Guy Vaughan Black, Nam tước Black xứ Brentwood FRSA (sinh ngày 6 tháng 8 năm 1964) là Giám đốc điều hành của Tập đoàn truyền thông Telegraph từ năm 2005-2018 và kể từ năm 2018 là Phó chủ tịch của Tập đoàn. Ông là một thành viên Bảo thủ cuộc sống ngang hàng của Viện Quý tộc.
Sự nghiệp của ông đã kéo dài chính trị và các phương tiện truyền thông. Trong danh sách Top 100 của Media Guardian vào tháng 9 năm 2012, anh được xếp hạng 55. Ông là thành viên của Hiệp hội đồng nghiệp Bảo thủ.
Black là giám đốc của bộ phận chính trị tại Cục nghiên cứu bảo thủ từ năm 1986 đến 1989 khi David Cameron là phó thủ tướng của ông.

## Đời tư
Vào ngày 11 tháng 2 năm 2006, ông tham gia một buổi lễ hợp tác dân sự với đối tác lâu dài Mark Bolland và họ đã kết hôn vào ngày 22 tháng 6 năm 2015. Nhiều nhân vật truyền thông và chính trị hàng đầu đã tham dự buổi lễ và Murdoch MacLennan và Rebekah Brooks là nhân chứng. Black là đồng nghiệp bảo thủ đồng tính công khai đầu tiên..